# 1993 في التلفزيون البريطاني
هذه قائمة بالأحداث المتعلقة التي حدثت بالتلفزيون البريطاني منذ عام 1993.

## الأحداث

### يناير
- 1 يناير -
  - استحوذ تلفزيون كارلتون على امتياز ITV خلال أيام الأسبوع ومقره لندن في منتصف الليل، ليحل محل Thames Television بعد 24 عامًا على الهواء. تستحوذ Meridian Broadcasting على امتياز جنوب إنجلترا من Television South ، ويستحوذ Westcountry Television على امتياز جنوب غرب إنجلترا من Television South West ، وتتولى Good Morning Television امتياز الإفطار التلفزيوني من TV-am وتتولى Teletext Ltd امتيازات النص التليفزيوني من ORACLE .
  - يزيل مركز التجارة الدولية الحد الأقصى لقيمة الجوائز التي يمكن منحها في عروض ألعاب ITV في المملكة المتحدة (تم تحديد 6000 جنيه إسترليني للحلقة منذ عام 1981)، مما يمهد الطريق لعروض ألعاب الأموال الكبيرة في أواخر التسعينيات والعقد الأول من القرن الحادي والعشرين.
  - تصبح القناة 4 شركة قانونية مستقلة. بموجب شروط قانون البث لعام 1990، يُسمح للقناة الآن أيضًا ببيع وقت البث الخاص بها. بموجب القانون، وافقت ITV على تمويل القناة 4 إذا كانت أقل من 14 ٪ من إجمالي إيرادات الإعلانات التلفزيونية. تقوم القناة أيضًا بدفع 38 مليون جنيه إسترليني إلى ITV وفقًا لشروط صيغة التمويل الخاصة بها.[en 1]
  - بدأت شبكة أخبار لندن، وهي مشروع مشترك بين اثنين من أصحاب الامتياز في لندن، كارلتون و LWT ، في تقديم خدمة إخبارية لمدة سبعة أيام لمشاهدي ITV في لندن.
  - أطلقت Scottish Television أفكارًا جديدة وعرضًا تقديميًا.[1]
- 3 يناير -
  - أنتج التلفزيون المركزي سلسلة ما قبل المدرسة Tots TV تبدأ على ITV ويبدأ البث في الولايات المتحدة في اليوم التالي. كان راعيها ليغو دوبلو.
  - النسخة النهائية من LWT News مقدمة من آنا ماريا آش.
  - الظهور الأول لبرنامج الإفطار مع فروست ، وهو برنامج الشؤون الجارية صباح الأحد على BBC1 ، والذي قدمه ديفيد فروست.[en 2]
- 4 يناير -
  - يخلف جون بيرت السير مايكل تشيكيلاند في منصب المدير العام لهيئة الإذاعة البريطانية.
  - أطلقت قناة Scottish Television إصدارًا مدته 30 دقيقة لوقت الغداء من «سكوتلاند توداي» .
  - إطلاق البرنامج الإخباري الإقليمي «لندن تونايت» ، الذي يبث سبعة أيام في الأسبوع على كل من كارلتون وتلفزيون لندن ويك إند.
  - تمت إعادة تسمية خدمة أخبار Ulster Television باسم UTV Live . البرنامج يبث لمدة 60 دقيقة بدلا من 30 دقيقة.
  - أطلقت BBC Business Breakfast كبرنامج مستقل مدته 60 دقيقة. لقد كان في السابق جزءًا من أخبار الإفطار . وبالتالي، تبدأ برامج الإفطار في بي بي سي خلال أيام الأسبوع قبل نصف ساعة، الساعة 6.00 صباحًا.
- 6 يناير -
  - ذكرت صحيفة التايمز أن IFE قامت بمراجعة وزيادة عرضها لشراء TVS صاحب امتياز ITV السابق.[2] [3]
  - مسلسل الرسوم المتحركة The Animals of Farthing Wood الذي يستند إلى كتب كولن دان يبث على BBC1.[en 3]
  - الظهور الأول لسلسلة كلايف جيمس المشهورة Fame in the 20th Century ، وهي سلسلة من ثمانية أجزاء على قناة BBC1 يبحث فيها جيمس في طبيعة شهرة القرن العشرين باستخدام لقطات أرشيفية وتعليقات.[en 4] المسلسل يختتم في 24 فبراير.[en 5]
- 8 يناير -
  - تقوم قناة ITV بعرض السلسلة الحالية من Thomas the Tank Engine & Friends مرة أخرى. ومع ذلك، سيتم قطع الحلقات القليلة الأولى لتناسب الفترة الزمنية.
  - ITV تطلق برنامجها الكوميدي للأطفال ZZZap! بطولة تظهر لك كيف تم إنجاز القفازات المعروفة باسم Handymen ، ريتشارد ويتس هو المشكلة التي تسبب فيها Cuthbert Lilly والشرير المخادع Tricky Dicky وNeil Buchanan كأذكى فنانين Smart Arty.
  - تقدم قناة ITV حلقة أسبوعية ثالثة من The Bill في أمسيات الجمعة.
- 20 كانون الثاني (يناير) - بثت قناة BBC2 تغطية حية لتنصيب بيل كلينتون الرئيس الثاني والأربعين للولايات المتحدة.[en 6]
- 23 يناير - ذكرت صحيفة The Times أن TVS قبلت عرضًا من IFE لشراء TVS مقابل 56.5 مليون جنيه إسترليني.[4]
- - 24 يناير نمط الحياة ونمط الحياة الفضائية الموسيقي يغلق.

### فبراير
- 1 فبراير -
  - IFE تكمل صفقتها لشراء TVS.
  - تقدم British Sky Broadcasting نظامًا جديدًا لتصنيفات الأفلام غالبًا ما يستخدم في أوقات مختلفة، لتحل محل شهادات المجلس البريطاني لتصنيف الأفلام.
- 6 فبراير - شهدت حلقة The Casualty " Family Matters " ظهور مبكر للممثلة Kate Winslet.[en 7]
- 7 فبراير - بعد أن أكمل تشغيله الأولي لجميع حلقات Prisoner: Cell Block H البالغ عددها 692 حلقة في ديسمبر 1991، بدأ التلفزيون المركزي في إعادة تشغيل المسلسل من الحلقة الأولى. يتم عرضه أسبوعيًا، في وقت متأخر من أمسيات الأحد، حتى نهاية عام 1994.
- 12-14 فبراير - تبث القناة الرابعة Love Weekend ، وهي سلسلة من البرامج ذات المحتوى الجنسي الصريح والتي تتزامن مع عطلة عيد الحب. تتضمن عطلة نهاية الأسبوع أول ظهور تلفزيوني بريطاني لـ Last Tango في باريس ، والذي تم بثه في 14 فبراير.[en 8] يدفع صانعو Tango ما يقرب من 20,00 جنيه إسترليني مقابل إعلان تجاري مدته 30 ثانية عن المشروبات الغازية في أول فاصل إعلاني للفيلم.[en 9]
- من 14 إلى 16 فبراير - سكاي ون تطلق ديانا: قصتها الحقيقية ، وهو تصوير درامي لسيرة أندرو مورتون عن ديانا ، أميرة ويلز. الفيلم من بطولة سيرينا سكوت توماس بدور الأميرة.[en 10]
- 15 فبراير - قناة BBC2 تبث مقابلة أوبرا وينفري مع المغني مايكل جاكسون.[en 11]
- 16 فبراير - آخر حلقة من بث الكونت دوكولا على قناة ITV للمرة الأخيرة.
- 24 فبراير - ظهر جون نيتلس في دور جيم برجراك في حلقة من الكوميديا BBC1 The Detectives تدور أحداثها في جيرسي.[en 12]
- 27 فبراير - " نقطة الغليان "، حلقة من المسلسل الدرامي الطبي لقناة البي بي سي، " الإصابات" ، [en 13] واجهت جدلاً وغضبًا كبيرين بعد أن تصور شبانًا مشاغبين يشعلون النار في قسم الحوادث والطوارئ في المستشفى. وتتلقى المؤسسة أكثر من 700 شكوى بخصوص الطبيعة العنيفة للحلقة، على الرغم من عرضها بعد الساعة 9:00 مساءً وتحذير المشاهدين وفقًا لذلك. ومع ذلك، حققت الحلقة 17.02 مليون مشاهدة - وهي أعلى نسبة مشاهدة في ذلك الوقت.
- 28 فبراير - تعرض BBC1 أول فيلم من اثني عشر جزءًا مقتبسًا من مذكرات بيتر مايل «عام في بروفانس».[en 14] المسلسل، بطولة جون ثو وليندسي دنكان، واختتم في 16 مايو.[en 15] على عكس الكتاب، لم يتم استقبال المسلسل القصير من قبل النقاد، وفي عام 2006 تم وضعه في المرتبة العاشرة في قائمة راديو تايمز لأسوأ البرامج التلفزيونية على الإطلاق [en 16] [en 17] يصفها الكاتب جون نوتون بأنه «متعجرف... الذي حقق شبه المستحيل - صنع سيارة John Thaw لم يحبها أحد».

### مارس
- 1 مارس -
  - تم دمج Screensport و Eurosport . وبالتالي، يتم إغلاق Screensport. يندمجون لمحاولة تحويل قناتين خاسرتين إلى قناة واحدة مربحة.[5]
  - تظهر Games World لأول مرة على Sky One.
- 5 مارس - بدأت قناة ITV في بث مسلسل Doctor Finlay ، وهو سلسلة تكميلية لكتاب الدكتور فينلي الأصلي الذي تم بثه خلال الستينيات.
- 6 مارس - ذعر الجيش الجمهوري الايرلندي بوجود قنبلة في مركز تلفزيون بي بي سي يعني أنه لا يمكن عرض برنامج نويل في هاوس بارتي ليلة السبت. بدلاً من ذلك، بعد تكرار هدايا عيد الميلاد التي قدمها نويل للعام السابق، أُجبر المضيف نويل إدموندز على تقديم كارتون توم وجيري مكانه، The Zoot Cat .
- 12 مارس - BBC1 يبث Total Relief ، 1993 Comic Relief telethon.[en 18]
- 23-24 مارس - تبث Sky One الحلقتين 170 و 171 من المسلسل الأسترالي E Street ، والذي يتميز بقصة قاسية تتضمن الشخصية المتطرفة Sonny Bennett (Richard Huggett)، الذي يقتل ثلاثة شخصيات في انفجار سيارة مفخخة. نظرًا لأن المسلسل يتم بثه في وقت مبكر من المساء، يسبق هذه الحلقات تحذير للمشاهدين من أنها تحتوي على مشاهد قد يجدها البعض مزعجة. يتم تكرار الساعة 12:30 ظهرًا في اليوم التالي (24 و 25 مارس) بالكامل واستبدالها بحلقات عائلة سمبسون .
- 26 مارس - قناة ITV تبث "The Final Straw"، حلقة من The Bill قُتل فيها المحقق الشرطي فيف مارتيلا (الذي تلعبه نولا كونويل) عندما أطلق مسلح النار عليها بعد اقترابها من سيارته.
- 27 آذار / مارس - بث BBC1 العرض التلفزيوني البريطاني الأول لفيلم " Harlem Nights" للمخرج إيدي مورفي.
- 28 مارس - وصل تسجيل The Bluebells لعام 1984 لـ " Young at Heart " إلى المركز الأول في مخطط الفردي في المملكة المتحدة بعد إعادة إصداره بعد ظهوره في إعلان فولكس فاجن جولف التجاري. يتصدر الرسوم البيانية لمدة أربعة أسابيع.
- 29 مارس - أصبحت Central TV أول منطقة ITV تبدأ في عرض مسلسل نيوزيلندا الطبي شورتلاند ستريت .

### أبريل
- 2 أبريل - تنقل قناة BBC1 دراماها الكوميدية الجديدة The Riff Raff Element .
- 3 أبريل / نيسان - تم إعلان إلغاء سباق جراند ناشيونال 1993 بعد أن بدأ 30 من 39 عداءًا السباق، واستمروا على الرغم من وجود بداية خاطئة.
- 4 أبريل - بي بي سي للأطفال تبدأ في تكرار المسلسل الدرامي للأطفال Grange Hill من مسلسلها الأول في عام 1978، صباح يوم الأحد على BBC2 ، كجزء من احتفالات الذكرى السنوية الخامسة عشرة للبرنامج. تنتهي هذه التكرارات في عام 1999 بسلسلة 16، قبل التكرارات، يبدأ عرض راغراتس في نفس التاريخ.[en 19] [en 20]
- 5 أبريل - أعادت قناة تشيلدرن تسميتها التجارية بسلسلة جديدة من المعرفات التي تصور لقطات الحركة الحية التي تظهر ألوان الأزرق والأحمر والأصفر، كما تقوم أيضًا بتحديث شعارها الجديد على غرار الشعار الأصلي.
- 6 أبريل - قناة BBC1 تبث هذا هو مايكل بولتون ، وهو تسجيل لمايكل بولتون في حفل موسيقي.[en 21]
- 11 أبريل - تبث Sky One أول حلقة من حلقات عرض الكليب في الموسم الرابع من <i id="mwATk">The Simpsons</i> ، وظهرت مقاطع من المواسم الثلاثة الأولى من المسلسل.
- 13 أبريل - تم تقديم مظهر جديد عبر جميع نشرات أخبار تلفزيون بي بي سي، مع استوديو تم إنشاؤه بالكامل تقريبًا بواسطة الكمبيوتر ويتميز بنموذج زجاجي لشعار الشركة.
- 17 أبريل -
  - تعرض قناة BBC1 الإصدار الأخير من برنامج مجلتها، Going Live!.[en 22]
  - تقدم Arena سلسلة جديدة من أربعة أجزاء "Tales of Rock 'N' Roll" على قناة BBC2 تبحث في قصة أربع أغنيات من موسيقى الروك حول كيفية ظهورها والتاريخ وراءها ومن وما الذي شاركوا فيه. بدءًا من Peggy Sue التي تم تعقبها في سكرامنتو بكاليفورنيا ، حيث تم العثور عليها وهي تدير شركة Rapid Rooter الخاصة بها لتخليص الصرف الصحي، ثم يتم إعادتها إلى Lubbock ، تكساس لتتذكر كيف عرفت Buddy Holly وكيف تحول زواجها من لاعب الدرامز Jerry Allison خارج. فندق Heartbreak حيث جاءت الأغنية لتكتب بعد أن اكتشف مؤلفا الأغاني مقالاً عن انتحار في أحد الفنادق في ميامي بعد قراءتهما في صحيفة Miami Herald. ينظر Walk on the Wild Side إلى جميع الشخصيات التي شاركت في الأغنية وكيف اعتاد Lou Reed قضاء بعض الوقت في استوديو Andy Warhol حيث فعلوا جميعًا (كان Holly Woodlawn و Joe Dallesandro هما الوحيدان اللذان ما زالا يرويان الحكاية) وتمت إعادة النظر في الطريق السريع 61 الذي نظر إلى جذور بوب ديلان وكل ما كان مرتبطًا بـ US Route 61 . استمر المسلسل لمدة أربعة أسابيع في ليالي السبت في 17 أبريل و 24 أبريل و 1 مايو و 8 مايو.
- 23 أبريل -
  - أطلقت Pearson Television عرضًا وديًا للاستحواذ على Thames Television ، مقدّرًا الشركة بمبلغ 99 مليون جنيه إسترليني.[fr 1]
  - الحلقة 1681 من الجيران وهي الحلقة الأولى لا تحتوي على عناوين على طراز الثمانينيات ويتم عرض الموسيقى المميزة في المملكة المتحدة، بعد أن ظهرت لأول مرة في أستراليا في 18 مايو 1992.
- 30 أبريل - تبث Sky One حلقة الموسم الثالث من Star Trek: The Next Generation لأول مرة، ولم يتم عرضها على BBC2 حتى 29 سبتمبر 2007 بسبب الإشارات إلى إعادة توحيد أيرلندا التي تم تحقيقها من خلال الإرهاب في أيرلندا الشمالية بين المؤقتة الجيش الجمهوري الايرلندي والاضطرابات.

### مايو
- 2 - 3 مايو - الظهور الأول للاقتباس المكون من جزأين لرواية جيلي كوبر عام 1985 الرائجة رايدرز على قناة ITV ، بطولة ماركوس جيلبرت، ومايكل برايد، وأرابيلا تجي، وأنتوني كالف، وسيينا جيلوري، وأنابيل جايلز، وغابرييل بومونت، وستيفاني بيتشام، تم إنتاجه بواسطة Anglia Films بعد أسابيع من تأخره كـ «أزيز الجنس».[6]
- 10 مايو -
  - كان ظهور Peak Practice على ITV أحد أكثر مسلسلات الدراما الطبية نجاحًا في ذلك الوقت. قام في الأصل ببطولة Kevin Whately في دور الدكتور جاك كيرويش، وأماندا بيرتون في دور الدكتور بيث جلوفر وسيمون شيبرد في دور الدكتور ويل بريستون، على الرغم من أن قائمة الأطباء ستتغير عدة مرات على مدار المسلسل. تم استبعاد المسلسل في 30 يناير 2002، وانتهى على المنحدر الحرفي عندما سقط اثنان من الشخصيات الرئيسية في المسلسل من منحدر.
  - تبث القناة الرابعة فيلم " Beyond Citizen Kane" ، وهو فيلم وثائقي من إخراج سيمون هارتوغ، وإنتاج جون إليس ورواه كريس كيلي. يشرح بالتفصيل الموقف المهيمن لمجموعة غلوبو الإعلامية من قبل مؤسسها روبرتو مارينيو، ويناقش تأثير المجموعة وسلطتها وعلاقاتها السياسية بدعم من الديكتاتورية العسكرية في البرازيل.
- 13 مايو - بيتر دين يجعل مظهر النهائي بصفته الشرقيين تاجر في السوق بيت بيل. تهرب الشخصية مع شعلة قديمة كان قد أعاد الاتصال بها، فقط ليكتشف أنها كانت متزوجة من رجل عصابات محلي. قُتل بيت خارج الشاشة في 16 ديسمبر بعد مقتل الزوجين في حادث سيارة.
- 15 مايو - فاز الأيرلندي نيامه كافانا في مسابقة الأغنية الأوروبية لعام 1993 بأغنية In Your Eyes بفوزه على سونيا (التي غنت " Better the Devil You Know ") بفارق 23 نقطة.
- 16 مايو - أرنولد شوارزنيجر وبروس ويليس وسيلفستر ستالون يظهرون كضيوف في برنامج دردشة ITV Aspel &amp; Company.[en 23] تم انتقاد النسخة لاحقًا من قبل لجنة التلفزيون المستقلة لأن الممثلين كانوا يروجون لمشروعهم التجاري المشترك بلانيت هوليوود.[en 24]
- 19 مايو - بعد عشر سنوات وعشر سلاسل في عرضها الأصلي، يتم عرض الإصدار الأخير من Blockbusters للمرة الأخيرة على ITV. لكنها استمرت لمسلسل واحد آخر على القناة الفضائية Sky One بعد عام، وعرضت مناطق ITV الخمس هذه السلسلة حتى عام 1995.
- 22 مايو - يعود Stars in their Eyes بمقدم جديد. يتولى ماثيو كيلي الدور من ليزلي كروثر، التي لا تزال تتعافى من إصابات في الرأس أصيبت بها في حادث سيارة العام السابق.
- 26 مايو - تبدأ لعبة Toyland Adventures في Noddy عرضها التلفزيوني الأسترالي على قناة ABC .
- 27 مايو - العرض النهائي لسلسلة مغامرات مدارس البي بي سي باللغة الفرنسية المكونة من خمسة أجزاء لا ماري وآخرون أسرار (المد وأسراره)، والتي تم بثها لأول مرة في عام 1984.[en 25] [en 26]

### يونيو
- 1 يونيو - قدمت S4C سلسلة جديدة من الهويات، والتي تصور الأشياء الجامدة على أنها تتمتع بخصائص التنانين كمرجع إلى التنين الأحمر على علم ويلز.
- 4 يونيو -
  - عندما فشل روي هاترسلي في الظهور في إصدار ذلك اليوم من Have I Got News for You - وهي المرة الثالثة التي ألغى فيها في اللحظة الأخيرة - يتم استبداله بحوض من شحم الخنزير (يُنسب إلى «The Rt. Hon. Tub of Lard MP»)، لأنه«مشبع بنفس الصفات ويمكن أن يعطي أداءً مشابهًا».[en 27]
  - في الساعة 6.00 مساءً، تكشف UTV عن شعار جديد. تم تقديم أغنية جديدة أيضًا بصوت سلتيك مميز.[7]
- 6 يونيو - عرض فيلم The Animals of Farthing Wood على التلفزيون لأول مرة في جمهورية أيرلندا على قناة RTÉ . لا يزال يبث على شاشة التلفزيون في هذا البلد حتى يومنا هذا.
- 11 يونيو - بدأ Fawlty Towers بثه الأول على القناة التلفزيونية الناميبية NBC في ناميبيا.
- 11-13 يونيو - تبث القناة 4 الحلقات الثلاث الأخيرة من هتافات على مدى ثلاث ليال متتالية، وتنتهي مع 80 دقيقة ختامية. ومع ذلك، نظرًا لشعبية المسلسل، يبدأ تكرار السلسلة من عطلة نهاية الأسبوع التالية.[en 28]
- 28 يونيو - تبث القناة 4 آخر البرامج التي تم إنتاجها لشريحة مدارس ITV . ومع ذلك، استمرت القناة في إنتاج برامج المدارس الخاصة بها لعدة سنوات بعد ذلك.

### يوليو
- 1 يوليو - اندمجت شركتا الإنتاج، Tiger Television و Aspect Film and Television ، لتشكيل شركة Tiger Aspect Productions .
- 4 يوليو -
  - ديريك جونز يفوز بسلسلة 1993 MasterChef .
  - ظهرت Sky One لأول مرة في Stingray ، بطولة Nick Mancuso وتم إنشاؤها وإنتاجها بواسطة Stephen J. Cannell ، والذي لا ينبغي الخلط بينه وبين المسلسل التلفزيوني السابق الذي يحمل نفس الاسم .
- 9 يوليو -
  - BBC1 يبث الحلقة الأخيرة من الدورادو.[en 29] تم استبعاد الصابون بسبب التصنيف الضعيف.
  - تنتهي قناة ITV من تكرار السلسلة الحالية من Thomas the Tank Engine والأصدقاء . تم استبعاد إحدى الحلقات، "Thomas and Percy's Christmas Adventure"، من سلسلة التكرارات لهذا العام.
- 22 يوليو - بدأت ثلاث قنوات كابل فقط - Discovery و The Learning Channel و Bravo - البث على القمر الصناعي Astra ، قبل إطلاق حزمة Sky Multichannels .
- 22-23 يوليو - بثت قناة BBC1 دراما الجريمة الأمريكية Stay the Night ، بطولة باربرا هيرشي.[en 30] [en 31]
- 23 يوليو - أجرى رئيس الوزراء جون ميجور مقابلة مع الصحفي في قناة ITN مايكل برونسون بعد أن فازت حكومته بتصويت على الثقة في مجلس العموم في وقت سابق من اليوم. خلال لحظة بدون حراسة بعد المقابلة، وأثناء التسجيل، يشير ميجور إلى بعض زملائه في مجلس الوزراء على أنهم «أوغاد».[en 32] دفع الحادث، الذي أصبح معروفًا في وسائل الإعلام باسم " Bastardgate "، صحيفتي «ديلي ميرور» و «ذا صن» إلى إنشاء خطوط هاتفية مع تسجيلات المحادثة التي يُدعى القراء للاتصال بها. تم تحذير كلتا الصحيفتين بوقف الخطوط من قبل الهيئة التنظيمية، اللجنة المستقلة للإشراف على معايير خدمات المعلومات الهاتفية (ICSTIS) لأنها تشعر أن بث المحادثة خارج الهواء يعد انتهاكًا للخصوصية.[en 33]
- 24 يوليو - اختتمت السلسلة الرابعة من نجوم في عيونهم على قناة ITV مع أول نهائي كبير مباشر للبرنامج، مما يتيح للمشاهدين التصويت لفعلهم المفضل. فاز بالمسلسل جاكي كان، الذي أدى دور أليسون مويت .
- يوليو - ينشر مركز التجارة الدولية نتائج المراجعة الفنية للجدوى المستقبلية لإطلاق قناة تلفزيونية خامسة. بحلول تشرين الأول (أكتوبر)، استجاب أكثر من 70 حزبا لنشره، بما في ذلك أعرب البعض عن اهتمامهم بتشغيل القناة الخامسة في حالة إعادة الإعلان عن الترخيص.[en 34]

### أغسطس
- 6 أغسطس - BBC1 تبث فيلم بيلي ذا كيد لجور فيدال ، وهو فيلم من بطولة فال كيلمر.[en 35]
- 18 أغسطس - ITV تبث 15: حياة وموت فيليب نايت ، فيلم درامي وثائقي لبيتر كوسمينسكي عن رجل مراهق، انتحر في زنزانته في سجن سوانسي للبالغين في 13 يوليو 1990.
- 20 أغسطس - بث BBC1 الكوميديا الكوميدية " Heart Condition" عام 1990، من بطولة بوب هوسكينز ودينزل واشنطن.[en 36]
- 27 أغسطس - يبث BBC1 نسخة حية خاصة من Challenge Anneka حيث تعود Anneka Rice إلى بعض المشاريع التي عمل عليها العرض للتحقق من تقدمها.[en 37]
- 29 أغسطس - BBC1 تبث ستيفن سبيلبرغ الصورة 1989 حلو ومر رومانسية الخيال دائما ، وبطولة ريتشارد دريفوس، هولي هنتر وجون غودمان.[en 38]
- 30 أغسطس - يبث BBC1 المغامرة الحية في عام 1990 Teenage Mutant Ninja Turtles ، وهو فيلم يستند إلى المسلسل التلفزيوني الشهير المعروف في المملكة المتحدة باسم Teenage Mutant Hero Turtles.[en 39]

### سبتمبر
- 1 سبتمبر -
  - إطلاق Sky Multichannels في المملكة المتحدة. وبالتالي، أصبحت العديد من القنوات الفضائية المجانية قنوات مدفوعة. تم إطلاق ثلاث قنوات جديدة - The Family Channel و Nickelodeon UK و UK Living - وأصبحت جميعها جزءًا من حزمة Sky Multichannels.
  - أطلقت IFE ، وتستند The Family Channel في Maidstone Studios وتستخدم بعض عناصر أرشيف برنامج TVS. Flextech هي شريك في المشروع، حيث تمتلك 39 ٪ من الأعمال.[en 40]
- 6 سبتمبر - تقدم UK Gold هوية جديدة مع شكل الشعار الأول على خلفية زرقاء حريرية، لتحل محل هوية "Goldie".
- 11 سبتمبر - تنقل Sky One شارع E Street من مكانها في وقت مبكر من أيام الأسبوع إلى فتحة نهار نهاية الأسبوع، حيث يتم عرضها في حلقات مدتها ساعة في أيام السبت من الساعة 6.00 مساءً إلى 7.00 مساءً والأحد من الساعة 1:00 ظهرًا حتى 2:00 مساءً. تُستخدم فتحة يوم الأسبوع 6.30 مساءً لبث حلقات بارادايس بيتش ، ولكن تمت استعادة شارع إي إلى خانة أيام الأسبوع في يناير 1994 بعد أن ثبت أن هذه الخطوة لا تحظى بشعبية.
- 17 سبتمبر - إطلاق كرتون نتورك وقناة الأفلام الكلاسيكية TNT في المملكة المتحدة. يتشاركون نفس جهاز الإرسال والاستقبال مع إذاعة كرتون نتورك خلال النهار وبث تي إن تي خلال المساء والمبيت.
- 19 سبتمبر -
  - تبث قناة ITV العرض الأول لشبكة التلفزيون لفيلم الدراما المراهق بيتر وير عام 1989 Dead Poets Society ، بطولة روبن ويليامز.
  - تبث القناة 4 فيلم Blue ، وهو فيلم درامي من إخراج ديريك جرمان، الذي كان أعمى جزئيًا ولم يكن قادرًا على الرؤية إلا بظلال اللون الأزرق . بث راديو بي بي سي 3 الفيلم في وقت واحد حتى يتمكن المشاهدون من سماع الموسيقى التصويرية بصوت ستريو.
- 20 سبتمبر - يستمر عرض برامج المدارس على القناة 4 تحت العلامة التجارية الخاصة بمدارس القناة الرابعة .
- 21 سبتمبر - قناة BBC1 تبث "A Murderer's Game"، وهي نسخة من سلسلة Crimewatch File تبحث في عام 1992 للبحث عن خاطف وكيل العقارات في برمنغهام ستيفاني سلاتر.[en 41]
- 22 أيلول (سبتمبر) - تبث قناة BBC1 «الرهائن»، وهي نسخة من قصة إنسايد ستراند يتحدث فيها تيري ويت عن السنوات التي قضاها في الأسر في بيروت.[en 42]
- 24 سبتمبر - مسلسل رسوم متحركة مدته خمس دقائق لشاشات Philbert Frog لمرحلة ما قبل المدرسة على BBC1.
- سبتمبر - قام التليفزيون الإسكتلندي بإعادة جدولة Emmerdale من 7:00 مساءً إلى 5.10 مساءً، ويستخدم الفتحة لبث البرامج الإقليمية اليومية، بما في ذلك Take the High Road . استمر هذا الترتيب حتى أوائل عام 1998 عندما تم إرجاع Emmerdale إلى الفتحة الأصلية.

### أكتوبر
- 1 أكتوبر - تم إطلاق QVC UK في المملكة المتحدة، لتصبح أول قناة تسوق منزلية في المملكة المتحدة. تم إطلاق القناة في الأصل في الولايات المتحدة في عام 1986 .
- 2 أكتوبر - برنامج مجلة صباح السبت الجديد Live &amp; Kicking يبدأ على BBC1 ، الذي قدمه Andi Peters وEmma Forbes وJohn Barrowman.[en 43]
- 19 أكتوبر - آخر على ظهور شاشة قصير ممتلئ الجسم، الكلب الشرقيين والملكة فيك المقيم الذي كان جزءا من الصابون منذ الحلقة الأولى. قُتل Roly ، حيث اجتذبت الحلقة التي تظهر وفاته جمهورًا بلغ 14.8 مليون مشاهد. توفي الكلب الذي لعب دور رولي خلال موجة الحر في 2 أغسطس 1995.
- 20 أكتوبر -
  - لأول مرة في تاتشر: سنوات داوننج ستريت ، سلسلة BBC1 من أربعة أجزاء تبحث في رئاسة الوزراء لمارجريت تاتشر.[en 44]
  - كيرستي ارك لأول مرة كما مرساة على BBC2 الصورة لبي بي سي .
  - يصدر مركز التجارة الدولية للقناة الرابعة تحذيرًا رسميًا بشأن حلقة من المسلسل التلفزيوني Brookside الذي تم بثه في 7 و 8 مايو، والذي يصور زوجة تطعن زوجها الذي أساء معاملتها حتى الموت.[en 45]
- 21 أكتوبر - حصلت القناة الرابعة على إذن من المحكمة العليا لعرض مقتطفات من فيلم ستانلي كوبريك المثير للجدل عام 1971 A Clockwork Orange كجزء من سلسلة بلا جدران . فيلم Forbidden Fruit سيعرض في 26 أكتوبر. تايم وورنر، موزعو A Clockwork Orange سعوا لمنع القناة 4 من عرض مشاهد من الفيلم، الذي تم حظره في المملكة المتحدة منذ عام 1973 بعد أن سحبه كوبريك وسط مخاوف من أنه يشجع على العنف، وظل حتى عام 2000.[en 46]

### نوفمبر
- 2 تشرين الثاني (نوفمبر) - أعلن رئيس الوزراء جون ميجور عن مراجعة حظر البث لعام 1988، وأخبر مجلس العموم أن المذيعين يوسعونه «إلى أقصى حد وربما يتجاوزه».[en 47]
- 7 نوفمبر - المسلسل التلفزيوني الأمريكي المتحرك المبني على ألعاب الفيديو Sega الشهيرة Adventures of Sonic the Hedgehog يبدأ على القناة 4 بعد شهرين من ظهوره التلفزيوني في الولايات المتحدة.
- 8 نوفمبر - أول إعلان تلفزيوني ل متعهد تبث الصورة خلال حلقة مساء في وقت مبكر من الإسكتلندي مسلسل خذ الطريق السريع على ITV.
- 9 نوفمبر - الإصدار الأول من أنها لن تعمل أبدًا؟ ، وهو برنامج تلفزيوني للأطفال يعرض الاختراعات الجديدة والتطورات في التكنولوجيا العلمية، لأول مرة على BBC1.[en 48]
- 16 نوفمبر - باتسي بالمر تظهر لأول مرة في فيلم EastEnders كشخصية طويلة الأمد بيانكا جاكسون .
- 18 نوفمبر -
  - مقتل العديد من تلاميذ المدارس في حادث تحطم حافلة صغيرة على M40 . يتم نقل الحادثة على أنها القصة الرئيسية على قناة ITV's Early Evening News and News at Ten ، بينما تحملها قناة BBC الرائدة Nine O'Clock News كعنصر ثالث، وراء الافتتاح الرسمي للبرلمان ومقالًا عن الاضطرابات. أثار قرار بي بي سي وضع البند الثالث انتقادات شديدة من الصحفيين الآخرين، الذين يشككون في الأسباب الكامنة وراءه، ويتهمون بي بي سي بأنها بعيدة عن التواصل.[en 49]
  - BBC1 تطلق Goodnight Sweetheart ، وهو مسلسل كوميدي يسافر عبر الزمن من بطولة نيكولاس ليندهورست وميشيل هولمز وديرفلا كيروان وفيكتور ماكجواير.[en 50]
- 19 تشرين الثاني (نوفمبر) - تبث القناة 4 أول «ترخيص متأخر» يتم عرضه على الهواء في ليالي الجمعة والسبت حتى حوالي الساعة 5.00 صباحًا. تم تقديم أول «ترخيص متأخر» بواسطة Smashie و Nicey مع ظهور تكرارات لمحتوى القناة، مثل إصدارات The Word . [en 28]
- 20 نوفمبر - قام ليزلي كروثر بأول ظهور تلفزيوني له منذ الحادث الذي تعرض له في The Royal Variety Performance ، وظهر بجانب Cilla Black .
- 22 تشرين الثاني (نوفمبر) - في الذكرى الثلاثين لاغتيال جون إف كينيدي، تبث القناة الرابعة الفيلم الوثائقي كما حدث: مقتل كينيدي الذي يقدم سردًا دقيقًا لأحداث 22 نوفمبر 1963، مع مساهمات من عشرات من شهود العيان.[en 51]
- 23 نوفمبر - الذكرى 30 للبث الأول لبرنامج Doctor Who في المملكة المتحدة.
- 26-27 تشرين الثاني (نوفمبر) - يبث BBC1 الفيلم المكون من جزأين Doctor Who Special Dimensions in Time ، كروس أوفر مع EastEnders . الحلقة هي جزء من 1993 Children in Need telethon ، وأول حلقة دكتور هو يتم بثها على التلفزيون منذ انتهاء المسلسل في ديسمبر 1989.[8] [en 52]
- 29 نوفمبر -
  - يبث The Krypton Factor على قناة ITV للمرة الأخيرة بعد 16 عامًا، وسيعود بعد ذلك بعامين مع المضيف المشارك بيني سميث.
  - بدأت قناة ITV التمثيل الدرامي المكون من ثلاثة أجزاء لرواية كارول كليلو الرومانسية عام 1989 «دليل المرأة إلى الزنا» من إنتاج هارتسوود فيلمز لتلفزيون كارلتون، وبطولة أماندا دونوهوي، وتيريزا راسل، وأدريان دنبار، وشون بين. المسلسل يستمر في 13 ديسمبر.

### ديسمبر
- 5 ديسمبر - «السيد Blobby»، أغنية جديدة مستوحاة من شخصية Noel's House Party التي تحمل الاسم نفسه تتصدر مخطط الفردي في المملكة المتحدة. بعد أن تم استبدالها بأغنية Take That 's Babe بعد أسبوع، عادت الأغنية إلى القمة لتصبح رقم واحد في عيد الميلاد عام 1993.[en 53] [en 54]
- 6 كانون الأول (ديسمبر) - أطلق تلفزيون Granada Television الحائز على امتياز ITV عملية استحواذ عدائية على تلفزيون London Weekend ، بقيمة 600 جنيه إسترليني مليون. يأتي عرض الاستحواذ بسبب تخفيف القواعد التي تحكم شبكة ITV. يحاول LWT تجاوز عرض الاستحواذ من خلال بدء محادثات مع Yorkshire Television و Scottish Television.[9]
- 9 كانون الأول (ديسمبر) - استضاف بيتر سيسونز آخر إصدار له من «وقت الأسئلة» ، [en 55] بعد أن ترأس برنامج المناظرات السياسية منذ عام 1989.
- 13 ديسمبر - ذكرت صحيفة التايمز أن تضاربًا في الكلمات قد اندلع بين London Weekend Television و Granada حول محادثات LWT مع تلفزيون يوركشاير. تزعم غرناطة أن صفقة YTV-LWT هي «شيء يجمعه رجال يائسون». جيري روبنسون، رئيس مجلس إدارة Granada plc ، رافض للصفقة، خاصة وأن يوركشاير حققت 10 جنيهات إسترلينية مليون خسارة وهي تدفع بالفعل الكثير من إيراداتها للحكومة. تشير التقارير أيضًا إلى أنه إذا عرضت LWT على تلفزيون يوركشاير، فإنها ستشكل أيضًا تحالفًا مع Anglia التي ستستحوذ على Tyne Tees Television.[10]
- 18 كانون الأول (ديسمبر) - تبث BBC2 برنامج Arena الخاص "Radio Night"، وهو بث متزامن طموح مع راديو BBC 4.[en 56]
- 22 ديسمبر - أفلاطون ربيب، حلقة من مسلسل الخيال العلمي التلفزيوني الأمريكي ستار تريك يتم عرضها على BBC2 لأول مرة في المملكة المتحدة بعد أن لم يشاهد على التلفزيون البريطاني منذ تشغيل المسلسل الأصلي على BBC1.[en 57] [en 58]
- 24 ديسمبر - أبرز أحداث ليلة عيد الميلاد على قناة BBC1 تشمل العرض الأول لفيلم التجسس المثير The Hunt for Red October عام 1990، بطولة شون كونري وأليك بالدوين.[en 59]
- 25 ديسمبر -
  - تشمل أبرز أحداث يوم عيد الميلاد على BBC1 Back to the Future: Part III والعرض الأول لفيلم Ghost على شبكة التلفزيون.[en 60]
  - تبث القناة الرابعة أول «رسالة بديلة بمناسبة عيد الميلاد». يعرض البث شخصية معاصرة، غالبًا ما تكون مثيرة للجدل، تقدم رسالة بطريقة الملكة. يتم تسليم الرسالة البديلة الأولى بواسطة Quentin Crisp .
- 26 ديسمبر -
  - تشمل أبرز أحداث يوم الملاكمة على قناة BBC1 فيلمي Superman III و The Outlaw Josey Wales.[en 61]
  - السراويل الخاطئة ، الفيلم القصير الثاني من بطولة والاس وغروميت، يُعرض لأول مرة على قناة BBC2.[en 62]
- 27 ديسمبر - تبث القناة الرابعة Prince Cinders ، وهو فيلم تلفزيوني قصير للرسوم المتحركة يستند إلى كتاب لمؤلف ورسام الأطفال بابيت كول. يعرض الفيلم أصوات مشاهير مثل ديكستر فليتشر وجوناثان روس وجيم برودبنت وجنيفر سوندرز وكريغ تشارلز، بالإضافة إلى أغنيتين أصليتين تؤديهما المغنية ميريام ستوكلي والكوميدي ليني هنري .
- 30 ديسمبر -
  - ذكرت صحيفة التايمز أن غرناطة رفعت عرض الاستحواذ على LWT إلى 658 جنيهًا إسترلينيًا مليون.[11]
  - تبدأ حلقات Emmerdale التي تعرض قصة تحطم طائرة مثيرة للجدل في البث على قناة ITV. تم تطوير القصة للفوز بتقييمات أعلى للمسلسل، والتي كانت مهددة بالإلغاء بسبب انخفاض أرقام المشاهدة. ومع ذلك، على الرغم من أنها نجحت في تحويل ثروات المسلسل، إلا أن قناة ITV تلقت العديد من الشكاوى حول توقيت القصة التي جاءت بعد فترة وجيزة من الذكرى الخامسة لكارثة لوكربي.
- 31 ديسمبر -
  - الإصدار الأول من العرض الكوميدي الكوميدي الإسكتلندي السنوي تحت عنوان كرة القدم فقط عذراً؟ لبي بي سي اسكتلندا على 1، والتي تبث كل Hogmanay .
  - يبث BBC2 أول برنامج Hootenanny ، وهو عرض موسيقي سنوي في ليلة رأس السنة تستضيفه Jools Holland . يتضمن العرض عروضاً من Sting وGipsy Kings و Sly و Robbie.[en 63]
- ديسمبر - وماركوبولو 1 يباع الأقمار الصناعية إلى السويد الصورة الشمال الفضائية AB وإعادة تسمية سيريوس 1.

## لأول مرة

### بي بي سي الأولى
- 3 يناير - الإفطار مع فروست (1993-2005)
- 5 يناير - الرسالة الأولى الأولى (1993)
- 6 يناير -
  - حيوانات Farthing Wood (1993-1995)
  - الشهرة في القرن العشرين (1993)
  - مغامرات Buzzy Bee and Friends (1993)
  - عودة Psammead (1993)
- 10 يناير - جالوجلاس (1993)
- 27 يناير - المباحث (1993-1997)
- 15 فبراير - Bonjour la Classe (1993)
- 17 فبراير - سينشري فولز (1993)
- 28 فبراير - عام في بروفانس (1993)
- 9 مارس - لوف (1993-1994)
- 11 مارس - Chef! (1993-1996)
- 28 مارس - أنت وأنا (1993)
- 2 أبريل - عنصر ريف راف (1993-1994)
- 10 أبريل - ويست بيتش (1993)
- 27 مايو - كل بطانة فضية (1993)
- 6 يونيو - ليدي شاتيرلي (1993)
- 17 يوليو - McGee and Me! (1989-1995)
- 7 سبتمبر -
  - حكايات جنيات الأسنان (1992)
- 13 سبتمبر - ألبرت الفارس الخامس (1993)
- 18 سبتمبر - هاري (1993-1995)
- 21 سبتمبر - رائحة ريفز ومورتيمر (1993-1995)
- 24 سبتمبر - فيلبرت فروج (1993)
- 25 سبتمبر - تحقيقات مارلين مارلو (1993-1994)
- 27 سبتمبر - عصابة Greedysaurus (1993)
- 30 سبتمبر - مغامرات بلينكي بيل (1994)
- 2 أكتوبر - العيش والركل (1993-2001)
- 19 أكتوبر - مستشفى الأطفال (1993-2003)
- 31 أكتوبر - القرمزي والأسود (1993)
- 9 نوفمبر - لن تنجح أبدًا؟ (1993-1999)
- 11 نوفمبر -
  - إذا رأيت الله فقل له (1993)
  - فرقة بوت ستريت (1993)
- 15 تشرين الثاني (نوفمبر) مورتيمر وأرابيل (1993-1994)
  - Goodnight Sweetheart (1993-1999)
  - الحياة في الفريزر (1993)
- 29 نوفمبر - دكتور هو: ثلاثون عامًا في التارديس (1993)
- 8 ديسمبر - ستارك (1993)
- 30 كانون الأول (ديسمبر) الصحة والكفاءة (1993-1995)
- 31 ديسمبر - فقط عذر؟ (1993 حتى الآن)

### بي بي سي الثانية
- 12 يناير ماجيك غرانداد (1993-2009)
- 3 فبراير - منتقي الفطر (1993)
- 24 مارس - Goggle-Eyes (1993)
- 31 مارس - Burke's Backyard (1987-2004)
- 4 نيسان / أبريل - راغراتس (1991-1995 ؛ 1996-2004)
- 4 يونيو - قدم واحدة في الماضي (1993-2000)
- 13 يوليو - فار فلونغ فلويد (1993)
- 22 يوليو - لا الخناجر (1993)
- 1 سبتمبر - الحب والعقل (1993)
- 20 سبتمبر - الوقت المحدد (1993-2001)
- 23 سبتمبر - الخروج للخارج (1993-1997)
- 22 أكتوبر - عرض لاري ساندرز (1992-1998)
- 3 نوفمبر - بوذا الضواحي (1993)
- 14 نوفمبر - عودة المقترضين (1993)
- 15 تشرين الثاني (نوفمبر) - استهلاك المشاعر (1992-2001)
- 26 ديسمبر - السراويل الخاطئة (1993)
- 27 ديسمبر - شوتنج ستارز (1993-1997 ، 2002، 2008-2011)
- 31 ديسمبر - Hootennany السنوي لجولز (1993 حتى الآن)

### آى تي في
- 1 يناير - توقيت غرينتش (1993-2010)
- 3 يناير - Tots TV (1993-1998)
- 4 يناير -
  - ITV News Meridian (1993 إلى الوقت الحاضر)
  - جنون هاري (1993-1996)
  - ويستكونتري لايف (1993-2009)
- 5 يناير -
  - تمدد كامل (1993)
  - الواحة (1993)
  - ويزادورا (1993-1998)
- 8 يناير -
  - ZZZap! (1993-2001)
  - عين العاصفة (1993)
- 9 يناير -
  - التحدث بلغتنا (1993-1996)
  - تريسي أولمان: قانون فئة (1993)
- 10 يناير -
  - آنا لي (1993-1994)
  - فيري بوت فريد (1992)
- 11 يناير - رأس فوق الكعب (1993)
- 23 يناير - السبت ديزني (1993-1996)
- 17 فبراير -
  - السيد بين في الغرفة 426 (1993)
  - Three Seven Eleven (1993-1994)
- 23 فبراير - العشرة بالمائة (1993-1996)
- 1 مارس - سبتمبر سونغ (1993-1995)
- 5 مارس - دكتور فينلي (1993-1996)
- 8 مارس - بيان الشؤون (1993)
- 9 مارس - برايتون بيلز (1993-1994)
- 29 مارس - شارع شورتلاند (1992 حتى الآن)
- 7 أبريل - لودج (1993)
- 8 أبريل -
  - الجسد والروح (1993)
  - مجرد جيجولو (1993)
- 9 أبريل - فتاة الزنجبيل (1993)
- 16 نيسان / أبريل - الطقوس الزوجية (1993-1994)
- 25 أبريل - الباحثون (1993)
- 2 مايو - الفرسان (1993)
- 5 مايو - شارب (1993-2008)
- 10 مايو - ممارسة الذروة (1993-2002)
- 21 مايو - غريب لكن صحيح؟ (1993-1997)
- 10 يونيو - Telltale (1993)
- 29 يونيو - القمامة، ملك الخليط (1993-1994)
- 3 يوليو - الوقت بعد الوقت (1993-1995)
- 7 يوليو - ما الذي تنظر إليه؟ (1993)
- 8 يوليو - مايكل بول (1993-1995)
- 11 يوليو - فوق قوس قزح (1993)
- 27 يوليو - كايل مرة أخرى (1993-1994)
- 18 أغسطس - 15: حياة وموت فيليب نايت (1993)
- 6 سبتمبر -
  - اكتساح سوبر ماركت ديل (1993-2001 ، 2007)
  - Sooty &amp; Co. (1993-1998)
- 10 سبتمبر -
  - أساطير جزيرة الكنز (1993-1995)
  - قلعة الأبجدية (1993-1995)
- 22 سبتمبر -
  - طيور البطريق المنتقم (1993-1994)
  - تفقد مليون (1993)
- 24 سبتمبر - قصص الدب القديمة (1993-1997)
- 27 سبتمبر - كراكر (1993-1996 ، 2006)
- 15 أكتوبر - Demob (1993)
- 21 أكتوبر - الكل في اللعبة (1993)
- 2 تشرين الثاني (نوفمبر) - الأعاصير (1993-1997)
- 4 نوفمبر - وولف إت (1993-1996)
- 29 نوفمبر - دليل المرأة للزنا (1993)
- مجهول -
  - جوف تروب (1992-1993)
  - بطة داركوينج (1991-1992)

### القناة 4
- 2 يناير - Spiff and Hercules (1989)
- 3 يناير - هامرمان (1992)
- 4 يناير - الإقلاع (1992-1995)
- 21 فبراير - أحمر الشفاه على الياقة (1993)
- 27 فبراير - فوروايز فارم (1993-1996)
- 4 مايو - جولة تويست (1993-2009)
- 6 يونيو - كاريكاتير (1993)
- 12 يونيو - أسطورة الناب الأبيض (1992-1994)
- 10 يوليو - أحلام كاليفورنيا (1993-1996)
- 13 يوليو - مغامرات تي ريكس (1992-1993)
- 25 أغسطس - السيد دون والسيد جورج (1993)
- 24 سبتمبر - Eurotrash (1993-2004)
- 17 أكتوبر - Wild West COW-Boys of Moo Mesa (1992-1997)
- 31 أكتوبر -
  - الملك آرثر وفرسان العدل (1993)
  - بوباي وابنه (1993-2003)
- 7 نوفمبر - مغامرات Sonic the Hedgehog (1993)
- 27 ديسمبر - الأمير سيندرز (1993)
- 30 ديسمبر - Jo Brand Through the Cakehole (1993-1996)

### سكاي وان
- 20 يناير - المائدة المستديرة (1992)
- 14 فبراير - ديانا: قصتها الحقيقية (1993)
- 1 مارس - عالم الألعاب (1993-1998)
- 2 مايو - سجلات يونغ إنديانا جونز (1992-1993)
- 10 يونيو - إدي دود (1991)
- 4 يوليو - ستينغراي (1985-1987)
- 20 يوليو - الحروب الأهلية (1991-1993)
- 4 أغسطس - السياج الخشبي (1992-1996)
- 15 أغسطس - ستار تريك: Deep Space Nine (1993-1999)
- 6 سبتمبر - بارادايس بيتش (1993)
- 7 سبتمبر - مومين (1990)
- 2 أكتوبر -
  - إكس مين (1992-1997)
  - مايتي مورفين باور رينجرز (1993-1995)
- 31 أكتوبر - سلالات الدم: القتل في العائلة (1993)
- 14 نوفمبر - رمال الزمن (1992)
- 21 نوفمبر - جون كنيدي: الشباب المتهور (1993)

### قناة العائلة
- 25 ديسمبر - شعار العائلة (1993-1994)

### نيكلوديون المملكة المتحدة
- 1 سبتمبر -
  - يا دود (1989-1991)
  - Nickelodeon Guts (1992-1996)
- غير معروف - Rocko's Modern Life (1993-1996)

### كرتون نتورك بالمملكة المتحدة
- غير معروف - بيتر بوتاموس (1964-1966)

### قناة الأطفال
- غير معروف - Super Mario World (1991)

## القنوات

### قنوات جديدة
| تاريخ     | قناة                     |
| --------- | ------------------------ |
| 1 سبتمبر  | قناة العائلة             |
| 1 سبتمبر  | نيكلوديون                |
| 1 سبتمبر  | العيش في المملكة المتحدة |
| 17 سبتمبر | شبكة الكرتون             |
| 17 سبتمبر | مادة تي إن تي            |
| 1 أكتوبر  | QVC                      |

### القنوات البائدة
| تاريخ    | قناة                           |
| -------- | ------------------------------ |
| 24 يناير | أسلوب الحياة                   |
| 24 يناير | صندوق موسيقي لايف ستايل ستلايت |
| 1 مارس   | شاشة                           |

### القنوات المعاد تسميتها
| تاريخ    | اسم قديم       | اسم جديد           |
| -------- | -------------- | ------------------ |
| 1 سبتمبر | سكاي موفيز بلس | أفلام سكاي         |
| مجهول    | قناة سوبر      | قناة ان بي سي سوبر |

## برامج تلفزيونية

### تغييرات الانتماء إلى الشبكة
| عروض                        | انتقل من     | انتقل الى    |
| --------------------------- | ------------ | ------------ |
| ساينفيلد                    | سكاي وان     | BBC2         |
| سالي                        | أسلوب الحياة | سكاي وان     |
| بيفرلي هيلز 90210           | ITV          | سكاي وان     |
| قانون LA                    | ITV          | سكاي وان     |
| الكابتن سكارليت والميسترونز | ITV          | BBC2         |
| جيمس القط                   | ITV          | نيكلوديون    |
| Wowser                      | ITV          | القناة 4     |
| القطعة                      | قناة الأطفال | القناة 4     |
| أطفال الدمى                 | BBC1 وBBC2   | ITV          |
| والاس و جروميت              | القناة 4     | BBC1 وBBC2   |
| قلعة يوريكا                 | القناة 4     | نيكلوديون    |
| الأقوياء ب! (1977-1982)     | ITV          | نيكلوديون    |
| البيت الصاخب (1979-1988)    | ITV          | نيكلوديون    |
| المعيلون (1983-1986)        | BBC1         | نيكلوديون    |
| رسم سريع ماكجرو             | BBC1         | شبكة الكرتون |
| فلينستون                    | BBC1         | شبكة الكرتون |

### العودة ذاك العام بعد انقطاع لمدة عام أو أكثر
- ساحات المشاهير (1975-1979، 1993-1997 ، 2014-2015)

## البرامج التلفزيونية المستمرة

### عشرينيات القرن الماضي
- بي بي سي ويمبلدون (1927-1939، 1946-2019، 2021 حتى الآن)

### الثلاثينيات
- سباق القوارب (1938-1939، 1946-2019)
- بي بي سي للكريكيت (1939، 1946-1999، 2020-2024)

### الأربعينيات
- تعال للرقص (1949-1998)

### الخمسينيات
- بانوراما (1953 حتى الآن)
- اختر ما تريد (1955-1968، 1992-1998)
- ماذا تقول الأوراق (1956-2008)
- السماء في الليل (1957 إلى الوقت الحاضر)
- بلو بيتر (1958 إلى الوقت الحاضر)
- المدرج (1958-2007)

### الستينيات
- شارع التتويج (1960 إلى الوقت الحاضر)
- أغاني التسبيح (1961 - حتى الآن)
- العالم في العمل (1963-1998)
- توب أوف ذا بوبس (1964-2006)
- مباراة اليوم (1964 حتى الآن)
- السيد والسيدة (1964-1999)
- جاكانوري (1965-1996، 2006)
- سبورتس نايت (1965-1997)
- اتصل بي بلاف (1965-2005)
- برنامج المال (1966-2010)

### السبعينيات
- إميرديل (1972 حتى الآن)
- نيوزراوند (1972 حتى الآن)
- آخر نبيذ الصيف (1973-2010)
- هكذا الحياة! (1973-1994)
- أتمنى لو كنت هنا...؟ (1974-2003)
- أرينا (1975 إلى الوقت الحاضر)
- جيم سوف يصلحه (1975-1994)
- رجل واحد وكلبه (1976 إلى الوقت الحاضر)
- جرانج هيل (1978-2008)
- عرض بول دانيلز السحري (1979-1994)
- عرض التحف (1979 إلى الوقت الحاضر)
- وقت السؤال (1979 إلى الوقت الحاضر)

### 1980s
- الأطفال المحتاجون (1980 إلى الوقت الحاضر)
- Timewatch (1982 إلى الوقت الحاضر)
- بروكسايد (1982-2003)
- العد التنازلي (1982 إلى الوقت الحاضر)
- حق الرد (1982-2001)
- صورة البصق (1984-1996)
- مشروع القانون (1984-2010)
- سباق القناة الرابعة (1984-2016)
- إيست إندرس (1985 إلى الوقت الحاضر)
- تقرير كوك (1985-1998)
- Crosswits (1985-1998)
- الشاشة الثانية (1985-1998)
- مدمنو Telly (1985-1998)
- الإغاثة المصورة (1985 إلى الوقت الحاضر)
- Beadle's About (1986-1996)
- عرض الرسم البياني (1986-1998، 2008-2009)
- ضحية (1986 إلى الوقت الحاضر)
- لوفجوي (1986-1994)
- كلورتس (1987-1995)
- الذهاب للذهب (1987-1996، 2008-2009)
- الزمان والمكان (1987-1996)
- رسائل متسلسلة (1987-1997)
- ChuckleVision (1987-2009)
- تتحدى! (1988-1997)
- أيام اللعب (1988-1997)
- حرق لندن (1988-2002)
- على السجل (1988-2002)
- خمسة عشر إلى واحد (1988-2003، 2013 حتى الآن)
- هذا الصباح (1988 إلى الوقت الحاضر)
- الطيور على أشكالها (1989-1998، 2014 إلى الوقت الحاضر)
- قليلا من فراي ولوري (1989-1995)
- ديزموند (1989-1994)
- بودجر وبادجر (1989-1999)

### التسعينيات
- في انتظار الله (1990-1994)
- السيد بين (1990-1995)
- المتاهة الكريستالية (1990-1995، 2016 حتى الآن)
- مواكبة المظاهر (1990-1995)
- الانقلاب (1990-1996)
- اليد العليا (1990-1996)
- أسقط الحمار الميت (1990-1998)
- النجوم في عيونهم (1990-2006)
- استراحة كبيرة (1991-2002)
- 2point4 الأطفال (1991-1999)
- منزل إليوت (1991-1994)
- إمبراطورية بريتاس (1991-1997)
- القاع (1991-1995)
- جندي جندي (1991-1997)
- حزب نويل هاوس (1991-1999)
- GamesMaster (1992-1998)
- نبضات القلب (1992-2010)
- الرجال يتصرفون بشكل سيء (1992-1998)
- الإفطار الكبير (1992-2002)
- رائع للغاية (1992-1996 ، 2001-2004، 2011-2012)
- 999 (1992-2003)

## انتهت في عام 1993
- Blockbusters (1983-1993 ، 1994-95، 1997، 2000-01، 2012، 2019 إلى الوقت الحاضر)
- الثلاثاء الأول (1983-1993)
- الطريق السريع (1983-1993)
- قطة هنري (1983-1993)
- عطلة بوسمان (1985-1993)
- ScreenPlay (1986-1993)
- كل ثانية مهمة (1986-1993)
- بدء البث المباشر! (1987-1993)
- المدرج (1987-1993)
- مشاهدة (1987-1993)
- الكونت دوكولا (1988-1993)
- أنت رانج يا سيد؟ (1988-1993)
- أنا، لوفيت (1989-1993)
- إطلاقا (1989-1993)
- KYTV (1989-1993)
- Press Gang (1989-1993)
- نادي رولف للرسوم المتحركة (1989-1993)
- مسألة 64000 دولار (1990-1993)
- جيفيز ووستر (1990-1993)
- العم جاك (1990-1993)
- العائلات (1990-1993)
- دارلينج براعم مايو (1991-1993)
- العنكبوت (1991-1993)
- منفق (1991-1993)
- إلدورادو (1992-1993)
- Funnybones (1992-1993)
- جريس وفافور (1992-1993)
- The Good Guys (1992-1993)

## المواليد
- 27 يناير - فريدي كارتر، ممثل
- 8 مارس - ستيفاني ديفيس، ممثلة
- 11 مارس - جودي كومر، ممثلة
- 25 يونيو - بارني كلارك، ممثل
- 23 نوفمبر - إيزابيل هودجينز، ممثلة

## حالات الوفاة
| تاريخ     | اسم            | عمر | مصداقية سينمائية             |
| --------- | -------------- | --- | ---------------------------- |
| 18 فبراير | جاكلين هيل     | 63  | ممثلة (دكتور هو)             |
| 10 يونيو  | ليه داوسون     | 62  | ممثل هزلي                    |
| 11 يونيو  | برنارد بريسلاو | 59  | الممثل والممثل الكوميدي      |
| 31 أغسطس  | ستيوارت لاثام  | 81  | منتج تلفزيوني (شارع التتويج) |
| 20 سبتمبر | ليونارد باركين | 64  | قارئ الأخبار                 |
| 12 أكتوبر | باتريك هولت    | 81  | الممثل                       |
| 28 نوفمبر | كينيث كونور    | 75  | ممثل ('Allo' Allo!)          |